# Castello di Rodengo
Il castello di Rodengo (ted.: Schloss Rodenegg) è un castello medioevale che si trova nei pressi del paese di Rodengo, all'inizio della val Pusteria, in Alto Adige.

## Storia

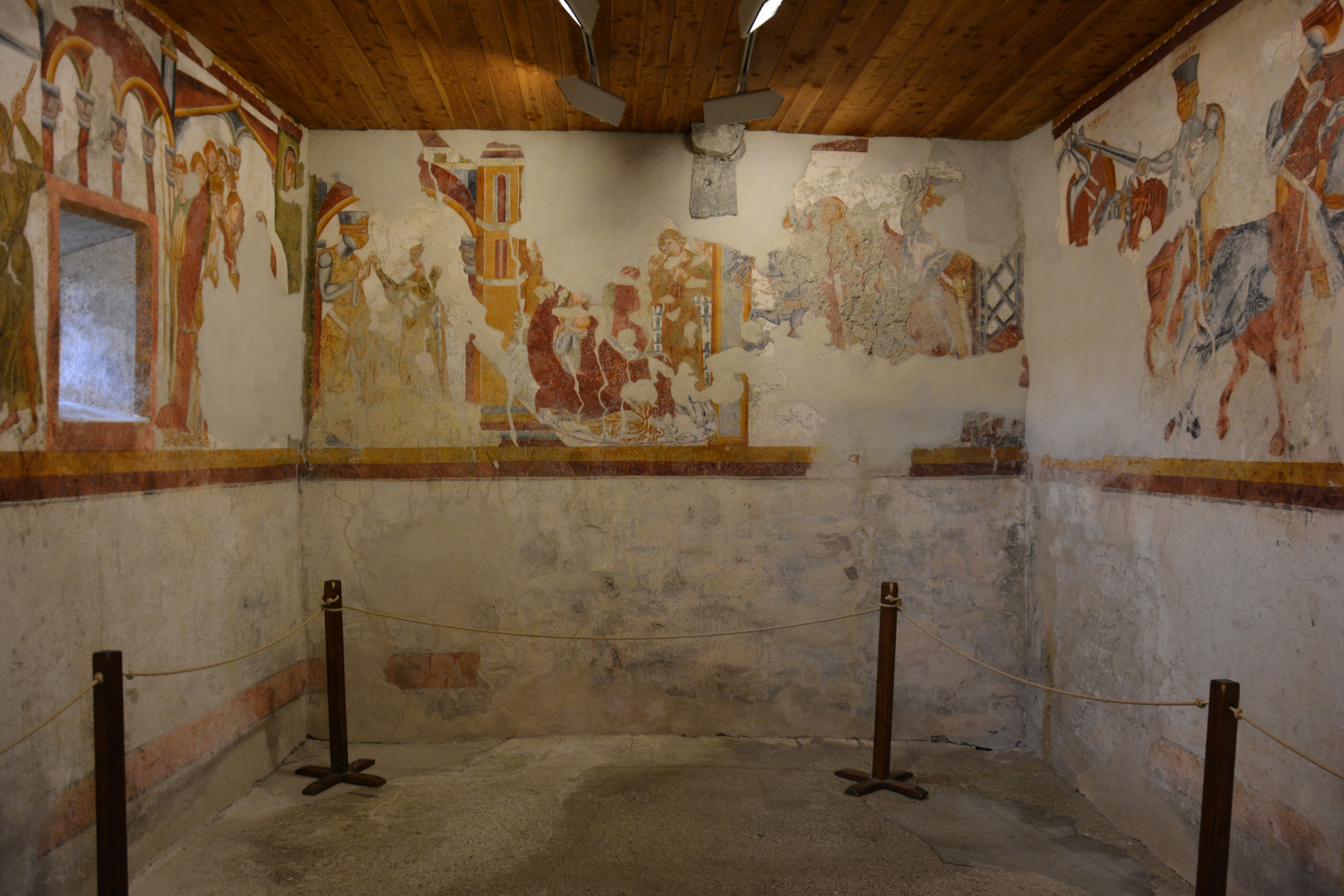
Gli affreschi del ciclo di Ywain

La fortezza fu eretta da Friedrich von Rodank nel 1140 sopra uno sperone roccioso che domina la valle sottostante e rimase in suo possesso e dei suoi familiari fino al 1300. Di seguito divenne possedimento dei Conti del Tirolo e conseguentemente degli Asburgo e appare come tale nel 1384 quale vest ze Rodenkchen. Nel 1491 passò ai signori di Wolkenstein-Rodenegg, il cui storiografo Marx Sittich von Wolkenstein dedicò al castello, già ampliato e da lui chiamato schloss Rottneckh, un intero capitolo nella sua descrizione della contea tirolese (Landesbeschreibung). Il castello fu ampliato dai discendenti del noto poeta Oswald von Wolkenstein nel 1530, affermandosi come uno dei più imponenti dei castelli dell'Alto Adige. Attualmente sono rimasti la torre, un modesto palazzo e una cappella.
All'interno dell'edificio si trova un museo, visitabile dal 1° maggio al 15 ottobre (escluso il sabato, solo con visite guidate); inoltre spesso viene utilizzato per cerimonie come matrimoni.
Il castello e il paese sono situati in una particolare posizione che gode di un panorama mozzafiato e una strada panoramica costantemente soleggiata; infatti da Rodengo, si apre in tutta la sua bellezza l'alpe di Rodengo, un altipiano che sorge a ben 1800 m di quota.

## Descrizione
Il castello è famoso soprattutto per i suoi affreschi, rinvenuti solo nel 1972, che rappresentano 11 scene del Ciclo di Ywain (dell'inizio del XIII secolo) composto da Hartmann von Aue, in cui l'eroe è basato sulla figura storico-leggendaria di Owain mab Urien. Tali affreschi sono i più antichi d'Europa nel loro genere.
Notevoli anche il serraglio e la cappella dedicata a San Michele.

## Curiosità
- Alla base del castello si trova un bunker, precisamente l'Opera 28 dello Sbarramento Rienza-Rio Valles-Sciaves del Vallo Alpino in Alto Adige, la cui realizzazione risale al periodo compreso tra il 1939 ed il 1943.